# Chemisches und Veterinäruntersuchungsamt Rheinland
Das Chemische und Veterinäruntersuchungsamt Rheinland (CVUA Rheinland) ist eine Anstalt öffentlichen Rechts. Aufgabe des CVUA Rheinland ist die Untersuchung und Begutachtung von Proben aus den Bereichen der Lebensmittel- und Veterinärüberwachung sowie Bedarfsgegenständen. Die Anzahl der Proben wird vom Landesamt für Natur, Umwelt und Verbraucherschutz Nordrhein-Westfalen festgelegt und von den Lebensmittelkontrolleuren der örtlichen Lebensmittelüberwachung jeweils vor Ort gezogen.

## Entstehung
In der Vergangenheit unterhielten viele Städte eigenständige Lebensmitteluntersuchungsämter, die jedoch keine sogenannten Pflichtämter waren. Auf Grund der klammen Haushaltslagen wurde beschlossen, die Aufgaben zu zentralisieren und auf vier CVUA für Nordrhein-Westfalen zu reduzieren. Mit der Gründung am 1. Januar 2011 wurden die vier kommunalen Untersuchungseinrichtungen Städte Aachen, Bonn, Köln und Leverkusen gemäß dem „Gesetz zur Bildung integrierter Untersuchungsanstalten für Bereiche des Verbraucherschutzes (IUAG NRW)“ ins CVUA Rheinland überführt. Damit ist bereits das vierte integrierte Untersuchungsamt entstanden. Die vormals vier Standorte wurden im Mai und Juni 2016 zu einem gemeinsamen Standort in Kalscheuren zusammengelegt. Als erster der ursprünglichen Standorte wurde Köln geschlossen. Zurzeit besteht der Vorstand aus Dagmar Pauly-Mundegar und Rainer Lankes. Am 1. August 2017 löste Rainer Lankes den in den Ruhestand tretenden Dr. Gerhard Löhr im Vorstand ab. 

## Einzugsgebiet
Das CVUA Rheinland ist für den Regierungsbezirk Köln mit insgesamt ca. 4,4 Mio. Einwohnern zuständig und umfasst damit folgenden Gebiete:
- Städteregion Aachen
- Stadt Bonn
- Kreis Düren
- Rhein-Erft-Kreis
- Euskirchen
- Heinsberg
- Stadt Köln
- Stadt Leverkusen
- Oberbergischer Kreis
- Rheinisch-Bergischer Kreis
- Rhein-Sieg-Kreis